# Mainpuri (dystrykt)
Mainpuri (dystrykt) (Hindi: मैनपुरी ज़िला, Urdu: میںپوری ضلع) – dystrykt w Uttar Pradesh w Indiach. Stolicą tego dystryktu jest miasto Mainpuri.